# Augustus Pablo
Augustus Pablo (* 21. Juni 1953 in Saint Andrew als Horace Swaby; † 18. Mai 1999, Kingston) war jamaikanischer Reggae- und Dubmusiker und -produzent.

## Werdegang
Pablo lernte an der Kingston College School bereits früh, Orgel zu spielen. Während seiner Schulzeit lernte er Clive Chin kennen, dessen Vater Vincent Chin Besitzer des bekannten Plattenladens Randy’s in Kingston war.
Im Jahre 1969 bekam er durch diese Beziehungen die Chance, seine erste Platte mit dem Namen Iggy Iggy aufzunehmen. Nach einigen weiteren Aufnahmen schaffte er seinen Durchbruch mit dem Song East of the River Nile.
Kurz darauf trat er als Keyboarder Mikey Chungs Band Now Generation bei, während sein Freund Clive seine eigene Karriere als Produzent startete.
1972 verließ er die Band und nahm mit Clive zusammen Java auf, das ebenfalls ein Erfolg wurde und seine Solokarriere einleitete. Er arbeitete mit verschiedenen anderen Produzenten, darunter Leonard Chin (Clives Onkel) sowie Lee Perry zusammen. Einen weiteren Hit hatte er mit John Holts My Desire.
Pablo gründete die Labels Message und Rockers (benannt nach dem Sound-System seines Bruders). In den siebziger Jahren brachte er eine große Anzahl von Hits sowohl als Soloartist als auch als Produzent heraus, bis seine Karriere in den achtziger Jahren abebbte.
Am 18. Mai 1999 verstarb der bekennende Rastafari im Universitätsklinikum Kingston, Jamaika, an den Folgen der Nervenkrankheit Myasthenia gravis durch Lungenversagen.

## Stil
Seinen eigenen und für das Genre ungewöhnlichen Sound schaffte er durch sein Instrument, die Melodica, ein Harmonikainstrument mit Klaviatur.
Viele Stücke enthalten ein oft in Moll gehaltenes Solospiel auf ruhigen Dub-Beats, das seiner Musik einen melancholischen Charakter verleiht.

## Diskografie (Auswahl)
- This Is Augustus Pablo, 1974
- Ital Dub, 1975, produziert in folgenden Studios: Dynamic Sounds, King Tubbys und Harry J
- King Tubby Meets Rockers Uptown, 1976
- Original Rockers, 1979
- Africa Must Be Free Dub, 1979
- Rockers Meets King Tubby in a Firehouse, 1980
- East of the River Nile, 1978
- Earth’s Rightful Ruler, 1982
- Thriller, 1974
- King David’s Melody, 1983
- Rising Sun, 1986
- Rebel Rock Reggae, 1986
- Rockers Come East, 1987
- Eastman Dub, 1988
- Presents Rockers Story, 1989
- Blowing with the Wind, 1990
- Presents Rockers International Showcase, 1991